# Puścizna Wielka
Puścizna Wielka – torfowisko w obrębie miejscowości Piekielnik w województwie małopolskim, w powiecie nowotarskim, gminie Czarny Dunajec. Pod względem geograficznym jest to region Kotliny Nowotarskiej. Torfowisko znajduje się w zlewisku Morza Czarnego, płynące jego obrzeżami potoki Grónik i Borowy Potok są w dorzeczu Czarnej Orawy. 
Po ustąpieniu lodowca cała Kotlina Orawsko-Nowotarska była wielkim rozlewiskiem młak i jezior, które stopniowo zamulane było niesionymi przez wodę osadami  tworzącymi stożki napływowe, równocześnie też podlegało zarastaniu, w którym wielki udział miał mech torfowiec. Z jego obumarłych szczątków tworzył się torf. Zarastanie to zaczęło się około 10-11 tysięcy lat temu. Rocznie przybywa około 1 mm torfu. Torfowisko  tworzy specyficzne warunki życia dla roślin. Charakteryzują się one bardzo kwaśnym odczynem, dużą wilgotnością i ubóstwem składników pokarmowych. W takich warunkach na torfowisku rozwijają się specyficzne, charakterystyczne dla torfowisk gatunki roślin. Na torfowiskach Kotliny Nowotarskiej rosną rośliny charakterystyczne głównie dla niżu, w Karpatach natomiast bardzo rzadkie. Na Puściźnie Wielkiej stwierdzono występowanie m.in. takich gatunków, jak: bagnica torfowa, malina moroszka, modrzewnica pospolita, przygiełka biała, rosiczka długolistna, siedmiopalecznik błotny, turzyca bagienna, wełnianka delikatna, żurawina drobnoowocowa, sosna drzewokosa. Licznie występują tu motyle, m.in. paź królowej, szlaczkoń torfowiec i rzadki perłowiec błotny, rusałki, bielinki, modraszki oraz cytrynki i zorzynki. Puścizna Wielka jest jedynym znanym miejscem występowania czerwca, owada żerującego na wełniance i turzycach. Bardzo licznie występują ważki, opisano ich tutaj co najmniej 35 gatunków. W dolach potorfowych występuje żaba jeziorkowa i żaba wodna. Dość często spotyka się ropuchę zieloną i ropuchę szarą. Planuje się utworzenie na Kotlinie Nowotarskiej specjalnych obszarów ochrony pod nazwą „Torfowiska Orawsko-Nowotarskie”. Mają one objąć obszar 8255,62 ha.
Puścizna Wielka to torfowisko wysokie. Ma powierzchnię 482 ha i jest największym torfowiskiem Kotliny Nowotarskiej. Torf zaczęto w niej eksploatować od połowy IX wieku, od lat 50. XX wieku eksploatuje się go na skalę przemysłową.  Jego zapasy szacowane są na 13,4 miliona m. Grubość pokładów torfu wynosi 2,6-6,2 m, w tym 0,3 m stanowi nadkład (górna warstwa gleby). W celu umożliwienia wjazdu maszyn na torfowisko dokonano obniżenia poziomu jego wód gruntowych za pomocą systemu głębokich rowów odprowadzających wodę. W 1995 r. zmniejszono powierzchnię wydobywania torfu do 13,3 ha i zastosowano nową metodę wydobycia, która jak najmniej ingeruje w środowisko naturalne. Do 2004 roku torf eksploatowało Przedsiębiorstwo Produkcji Leśnej Las. Od 2004 roku działa tutaj Zakład Produkcji Torfowej Bór za Lasem, jako jedyny mający koncesję na wydobywanie torfu na Kotlinie Nowotarskiej, a Puścizna Wielka jest jedynym miejscem w tym regionie, gdzie torf ten można eksploatować. Planowane jest wydobycie zaledwie 1,6% udokumentowanych zasobów torfu. Wywozi się torf za pomocą kolei wąskotorowej o długości ok. 3 km.